# Tommy Cooper
Thomas Frederick Cooper (født 19. marts 1921 – død 15. april 1984) var en walisisk-født komiker og tryllekunstner.  Tommy tjente oprindeligt i den britiske hær i syv år, før han til sidst begyndte at udvikle trylletricks. Han tilbragte tid på turné med at udføre magiske tricks, der så ud til at fejle, og var altid iført en rød fez. Han steg til international fremtræden, da hans karriere flyttede til tv med programmer for London Weekend Television og Thames Television.
I det meste af 1970'erne led Tommy af et alvorligt problem med alkohol og rygning, hvilket påvirkede både hans helbred og karriere. I begyndelsen af 1980'erne betød hans voldsomme drikkeri, at Thames Television ikke ville give ham en tv-serie hvor han havde hovedrollen. I stedet henviste de ham til at optræde som gæstestjerne i andre underholdningsprogrammer.
Den 15. april 1984 gjorde Tommy Cooper sig klar til at optræde foran millioner af tv-seere i Her Majesty's Theatre i London. Lige før showet skulle begynde, kollapsede Tommy pludselig på scenen og døde af et hjerteanfald, men publikum troede at det var en del af forestillingen. Da showet blev sendt live, skiftede tv-stationen hurtigt til reklamer, mens Cooper blev slæbt om bag scenen og kørt til hospitalet. Desværre stod hans liv ikke til at redde, og han blev erklæret død ved ankomsten til Westminster hospital. Tommy blev 63 år og hans død blev annonceret dagen efter.
I Tommy Coopers fødeby Caerphilly, Wales er der oprejst en statue til minde om Cooper. Den blev indviet i 2008 af skuespilleren Anthony Hopkins og står i nærheden af Caerphilly Castle.